# 僕らは奇跡でできている
『僕らは奇跡でできている』（ぼくらは きせきで できている）は、2018年10月9日から12月11日までカンテレ制作・フジテレビ系の「火曜21時枠」で放送されたテレビドラマである。主演は民放ゴールデン・プライム帯連続ドラマ初主演となる高橋一生。物語は脚本を手掛ける橋部敦子の完全オリジナル。公式ハッシュタグによる略称は『僕キセ』。

## あらすじ
相河一輝は、住み込みの家政婦・山田妙子やペットのカメ・ジョージと暮らしながら、都市文化大学で動物行動学を教える講師として働く。大学時代の恩師・鮫島瞬からの誘いで半年前に赴任したものの、大好きな動物や生き物に関して没頭してしまう性質や時間を守れない性格のために事務方からはたびたび注意を受けている。それは講義においても例外ではなく、学生に与えた課題について発表させるものの、一輝はその課題に対する正解について曖昧な言動に終始、周囲を惑わせる。しかし、その一方で常識や固定観念に囚われない一輝に接することで、周りの人間は自分たちの価値観の意味を問い直すことになる。その授業はしだいに評判を呼んで、学生たちにゼミ開設をリクエストされるなど人気を得てゆく。学生の一人の新庄龍太郎は実家の職業を継ぐかどうかを悩み、一輝と接するうちに思考を深め、やがて彼の生き方に憧れを抱く。また同じく一輝の教え子・青山琴音は一輝に恋をしてゆく。
大学での講義と並行して、一輝は鮫島の紹介で通い始めた歯科クリニックで院長の水本育実と出会う。自分の興味に没頭してたびたび診療をすっぽかす一輝に育実は大いにいらだつが、彼の言動に接するうちに自分の生き方に疑問を抱くようになる。恋人の鳥飼雅也ともうまくいかなくなり別れてしまった育実は、一輝に誘われ森でのリス観察準備を手伝ううちに、雅也との別れに対する後悔と愛されたい思いがこみ上げ、一輝の前で涙を見せてしまう。一輝はその姿に動揺し、「謎」として追及する。育実は一輝に対し、真面目過ぎて自分をいじめてしまう性格を説明し、ふたたび一緒に森を訪ねて、その性格が自分に自信を持てないことゆえの上昇志向であると吐露する。そのとき、二人は一輝が森の木々にかけた橋を渡るリスの姿を初めて発見し、その感激を共有する。
また一輝は、育実のクリニックで出会った少年・宮本虹一と交流し、「普通」にふるまえず母親・涼子に叱られてばかりいる彼を自由に遊ばせる。二人の交流はある日誘拐を疑われて騒ぎになり、涼子の反発により距離を置くが、母親の束縛に耐えかねた虹一は一輝のもとに家出する。育実を交えて涼子と話し合った一輝は、自分自身が幼少期に周囲になじめず、苦悩にさいなまれた過去を涙ながらに語る。これをきっかけに、虹一には視覚障害にともなう学習困難があることが判明する。涼子は自分を責めるが、虹一は一輝が自分に対して行った「凄いところを100個挙げる」ことを母親に対しても実行し、母子の関係は好転する。一輝は自宅で夕食をともにした育実に対しても「凄いところ」を、それが誰にでもできることであっても分け隔てなく挙げてゆく。育実はそれに乗って自分自身の「凄いところ」を笑顔で数え始める。
一輝と育実の仲は深まってゆくが、一輝自身はそれをお膳立てしようとする山田の言動に疑問を抱き始め、実は15年前に山田が自分の実母であることに気付いていたと口に出してしまう。二人の仲はぎくしゃくし始め、互いに悩むが、山田は意を決して、母であることを隠して家政婦になった理由を一輝に語る。一輝が4歳の時、山田は彼の個性を受け入れられず、「普通」に育てられないことを悩み、そのうえ前年には夫を亡くしていた。追い詰められた彼女は、ある日一輝が「まるごとのタコ」を見たいと言い、それを買いに行くついでに舅である一輝の祖父・相河義高にしばらく休むことを勧められ、温泉に出かけたまま戻ることができなくなった。その後一輝は祖父母に養育され、一輝を密かに見守っていた山田は義高と再会し、彼のすすめで一輝の祖母の死をきっかけに家に戻り、自分への罰として母と名乗らぬまま家政婦として一緒に暮らすことを選んだのだった。話を聞いた一輝は、母の失踪以来食わず嫌いだったタコを手に入れて帰宅する。そして山田に、自分というヒトがこの世に誕生したことはたくさんの奇跡によるものだといい、自分を産んでくれたことへの感謝を語る。一輝は食わず嫌いを克服し、二人は元の良好な関係に戻る。
一方大学では琴音が一輝に思いを伝えるが、立場上断る一輝に対して琴音は、育実のことが好きなのではないかと指摘する。一輝はそのことを育実本人に相談しに行き、二人はお互いへの思いを意識しあうようになる。一輝は考え抜いた末、育実に対し彼女への気持ちは他の者たちに対する「好き」とも異質な、さまざまな感情を呼び起こされ感動や発見をもたらす「面白い」ものだと伝える。ある日一輝は同研究室の准教授で、内心一輝を邪魔者扱いしている樫野木聡の娘とフィールドワークの話で盛り上がる。しかし研究がらみで離婚した樫野木が、元妻が別の男性と再婚すると知り苛立っている事情を知らないそのふるまいは、彼の怒りを買う。樫野木は好きなことで生きていける一輝の立場が一握りの人間にしか叶わないものだと指摘し、学生をそのような生き方に憧れさせるのは無責任で、大学から「消えてほしい」と罵倒する。
一輝は怯えて研究室を後にし、翌日も大学を休んで森へ向かう。義高と語り合い、辛いことも自分にとっての「光」として受け入れた一輝は、翌日鮫島に講師辞職の決意を伝える。一輝の辞意を知った学生たちは動揺し、彼を慰留しようと育実に説得を頼みに行くなどする。鮫島は授業で一輝のことを尋ねた学生たちに彼にまつわるエピソードを話し、樫野木が一輝に指摘した考え方も肯定的に紹介した上で、自分以外の誰かになろうとするのではなく、自分を生かし切ることが大切だと説く。一輝はフィールドワーク授業に樫野木を誘い、自分の中の問題と向き合った樫野木も暴言を詫びて両者は和解する。そして一輝はこの場で、学生たちに自分が彼らも含めさまざまな人々との関わりでできているということ、大学を離れてもその繋がりは消えないといい、自分は宇宙にフィールドワークに行くと宣言する。また一輝に事情を聞いた育実は宇宙へ行く決意を伝えられ、それに必要な歯の治療をきっかけに自院でもインプラント治療を始めることを思いつき、クリニックの衛生士たちと協力関係を築いていく。一輝は宇宙を目指すまでの間しばらくは大学で講師を続けることになり、学生たちや樫野木らもそれぞれに新しい道を見つけてゆく。そして後の日、地球の大気圏外でジョージを連れて船外作業をする宇宙飛行士となった一輝の姿で物語は終わる。

## 登場人物
人名読み、設定年齢はノベライズによる。一部登場人物を除き、名前か名字に自然や動物の文字が入っている。

### 都市文化大学
相河一輝（あいかわ かずき）〈35〉
演 - 高橋一生（幼少期：岩田琉聖）
“動物行動学”を教える専任講師。
物語開始の半年前に赴任したのだが、准教授や教授になる欲はない。動物や生き物といった興味のあることに関しては夢中で研究したりする一方、不得意なことに関しては後回しにしてしまう癖がある。時間を守ることは大の苦手。
理屈っぽい上、周囲の細かい言動に対していちいちツッコミを入れてしまう。自分の発言は、興味がないことに関しては忘れてしまうらしい。失言も多く、常に周りを惑わせてしまう。
自宅では「ジョージ」と名付けたヘルマンリクガメを飼っている。ジョージは27年前の幼体のころに、義高の家周辺の森に捨てられたらしくさまよっていたのを保護して、以来飼育している。
最近のお気に入りは、山田が作る「ピリ辛きゅうり」（抜歯直後は控えていた）。日課として、朝7時には起床しジョージに挨拶をして餌を与え、就寝前には体幹を鍛える体操をし、義高から教えられた寝床で「イー」と声を出す行動を取り、1日の嫌なことを水に流して眠る。
鮫島には「目の前のことに夢中になっているうちに願いが叶ってしまう」「面白がる天才」と評され、マイペースな大人として生きているが、子供時代は周囲になじめず馬鹿にされることも多く、苦悩していた。中学で理科クラブに入り、17年ゼミの研究を発表して周囲から高評価されて自信を得るも、それをきっかけに「理科では誰にも負けず、馬鹿にした連中を見返してやりたい」とも考え、研究が楽しくなくなり、不眠に悩むようになる。しかし、ある日、義高の言葉に救われ、ようやく苦悩から解放される。
物語終盤では宇宙に行くことに関心を持ち始め、育実に影響されたこともあって、ロシア語や水泳など、それまで興味のなかったことにも挑戦してその準備をし、ラストシーンでは宇宙飛行士となっている。
樫野木聡（かしのき さとし）〈37〉
演 - 要潤
准教授。極度な上昇志向の持ち主。教授の座を狙って論文作成に勤しんでは鮫島に媚びを売っている。
鮫島の誘いで大学講師となった一輝のことは快く思っていないが、常にマイペースな性格の一輝に最も振り回されてしまうという損な役回りを買ってしまう。
バツイチで、元妻のもとに一人娘がいる。一輝からは無神経に「どうして離婚したんですか（どうして再婚しないんですか）」と頻繁に尋ねられている（離婚の理由は「フィールドワークに没頭しすぎて結婚生活を崩壊させたため」）。
沼袋順平（ぬまぶくろ じゅんぺい）〈40〉
演 - 児嶋一哉（アンジャッシュ）
アリを専門に研究する一輝の同僚講師。
研究室では何十匹ものアリを飼育し、全ての個体を識別できる、アリオタク。
一輝や樫野木とは一定の距離を置きつつも、研究室内ではアリに対する声かけが彼らの会話へのツッコミとなることが多い。一輝ともほとんど会話はないが、アリ研究をよく理解され、自宅の食事会に招待された際にはジョージを紹介してもらうなど、関係を深めている。
物語後半ではアリの被り物で顔を隠し匿名で活動する「コンチューバーN」（YouTuber）となり、アリの生態を紹介している。
後述の「チェインストーリー」では主人公扱い。毎回他の登場人物の性格や人間関係に関する考察をしている。
新庄龍太郎（しんじょう りゅうたろう）
演 - 西畑大吾（なにわ男子 / 関西ジャニーズJr.）
一輝の教え子の1人。群馬県から上京してきた。
容姿には恵まれているが、周りからはよくツッコまれている。虹一の迷子騒動が起きた動物園で入場スタッフのアルバイトをしている。
人生の目標は定まっておらず、大学にも遊び感覚で通っている節があり、一輝の講義中には寝ていることが多かった。
実家はコンニャク農家兼製造メーカー。実家を「ダサい」と感じており、友人たちの前では実家の話題を嫌がる（桜が薦めるこんにゃくゼリーも口にしなかったのもそのため）。家業を継ぐべきかどうかを悩んだ際には、一輝に相談をして「僕が新庄さんなら、作りません（＝継ぎません）」と言われて心を乱すが、その後は自分の生き方についてさらに考えを深めてゆく。
「コンチューバーN」の正体を知らないまま動画のファンになるが、ひょんなことから沼袋が「N」だと知り、彼に弟子入りし、コンニャクを紹介するYouTuber（顔出しあり）となった。
青山琴音（あおやま ことね）
演 - 矢作穂香
一輝の教え子の1人。　
ファッションに興味を持つ女子らしい一面がある反面、好きな異性には果敢に攻めていく野性的な性格も持ち合わせている。
最初の頃は一輝の講義に無関心を装っていたが、一輝の予期せぬ言動により、少しずつ興味を持ち始め、やがて彼との結婚を夢見るほどの恋心に発展する。
第9話では告白するが、一輝に断られ、育実のもとへ乗り込んでゆくなど暴走。彼らに互いへの思いを意識させた末、一輝に再度告白をして「興味ないです」と一刀両断に振られてしまう。これにはショックを受けるも「やりきった」と諦めがつく。
物語終盤では樫野木に興味を持ち始めている。
尾崎桜（おざき さくら）
演 - 北香那
一輝の教え子の1人。
一輝の講義はしっかり聞いているものの、内向的な性格のため、自ら進んで発言することは苦手。自分に自信が持てずにいるが、友人たちとの対話の中で「他人には言えないことも桜に対しては語ってしまう」と指摘され、それを長所と評価されている。また「言いたいことを言える自分でありたい」と願うようになり、その第1歩として龍太郎の爪の形を褒めた。
物語終盤では一輝の休講に際して、学生たち同士で自主的に調べものの成果を発表し合うように自ら提案するほどになる。
巧に対しては「一緒にいるとホッとする」と伝えている。
こんにゃくゼリーが好物で、友人たちにも分け与えている。
須田巧（すだ たくみ）
演 - 広田亮平
一輝の教え子の1人。
一輝の教え子の中で最もしっかり者で常識人。龍太郎によくツッコミを入れており、4人の中では聞き役となることが多い。
物語終盤では、実は「自分だけが普通で、どう変わればいいのか分からない」と、桜には弱音と本音を吐き出せるようになっている。
熊野久志（くまの ひさし）
演 - 阿南健治
事務長。常にマイペースな一輝には手を焼いており、研究室に乗り込んできては説教を繰り返している。
「ルールは守ってください」が口癖。プライベートでは愛妻家。
物語終盤では、世の中から1つだけなくすとしたら「時間」だと発言した。相変わらず一輝には手を焼いている。
鮫島瞬（さめじま しゅん）〈62〉
演 - 小林薫
生命科学部学部長。一輝らの所属する動物生態学研究室教授。
大学時代の一輝の恩師。一輝を大学講師に誘い出した張本人。大学を卒業した後も事あるごとに自分のフィールドワークに参加させてきた。
非常に探究心溢れ、ユーモアも持ち合わせている。自由奔放な性格の持ち主で、自由すぎる一輝の行動には賛同することが多い。
義高とは将棋を指す仲で、義高からは「一輝の安心できる場所を外に作り出した人物」と評されている。
熊野事務長からの苦情は受け流している。

### 水本歯科クリニック
水本育実（みずもと いくみ）〈31〉
演 - 榮倉奈々
院長であり一輝の担当歯科医。
親から受け継いだ地域密着の歯科医院運営と並行して外部の審美歯科にも勤めている。
容姿端麗で誰もが羨む才色兼備の女性。「輝く女性」として雑誌にインタビュー取材を受ける。一方、性格が生真面目で、正論を言い放つため、周りからは冷ややかな目で見られがち。
中々時間を守らず、人の話をまともに聞こうとしない一輝には苛立ちを覚えるが、一輝の偏見や常識に囚われない姿を見るにつけ、自分が抱く価値観に少しずつ違和感を持ち始める。
一輝からはイソップ童話のウサギに例えられ、しかも「ウサギはカメを見下している。ウサギは自分がすごいと証明したいから」と言われ、ショックを受ける。
一輝に心を開いてからは、気まずい別れをした雅也ともう一度会い、和解したうえで関係を清算。申し込んだのに一度も通えず、自信のなさを刺激する一因になっていた料理教室も辞め、相河家で山田に料理を習い始める。
丹沢あかり（たんざわ あかり）
演 - トリンドル玲奈
歯科衛生士。如何なる場合においてもプライベートを優先するタイプ。仕事は早めに切り上げて帰宅する。時に育実に対しては痛いところをついてくる。
実は経理が得意で医療事務の資格も持っており、育実の新事業展開に協力を申し出て後押しする。
坂下祥子（さかした しょうこ）
演 - 玄覺悠子
あかりの先輩にあたる歯科衛生士（子供のいる主婦でもある）。
育実の新事業展開の際には、リタイアしたがパートタイムでの復帰を望む衛生士仲間を紹介する。

### 相河家
相河義高（あいかわ よしたか）
演 - 田中泯
一輝の祖父。陶芸家。一輝が住む家とは別の、森に囲まれ工房を併設した家に住んでいる。
一輝にとっては最大の理解者で、鮫島いわく、家と周囲の森を中心とした一輝にとっての「安心できる場所」を作り出した。一輝には長年隠し続けてきた事実があり、そのことを未だに打ち明けられずに思い悩んでいる。
山田妙子（やまだ たえこ）
演 - 戸田恵子
一輝の家に住み込みで働いている家政婦。
一輝が15歳の時から働いているだけに、彼に対しては歯に衣着せぬ発言が多いが、一輝にとっては自分の思いを素直にさらけ出すことができる稀有な存在。一輝のことはなんだかんだで温かく見守っている。
一輝の部屋に入る際には必ず「入ります」と言う。また、たびたびご近所の「大河原さん」の愚痴を一輝に語りつつ、食材などのおすそ分けをもらったり彼女との約束と称して外出したりするが、「大河原さん」の実在は一輝に疑われていたことが分かる。
第8話で一輝の産みの母であることを告白する。

### その他
宮本虹一（みやもと こういち）〈9〉
演 - 川口和空
一輝が水本歯科クリニックで出会った男の子。弟が同クリニックで治療を受けるため母とともに付き添っていた際に一輝と出会う。
その後も会うたびに「イソップ童話のカメは寝ているウサギに声をかけなかったのはなぜか」「虹が虫偏なのはなぜか」など、一緒に謎解きをしている。一輝のことは「一輝くん」と呼んでおり、謎解きの課題を与えられた際には「了解した!」が口癖。
塾に通っているが、テストの成績は悪く、母には「教科書を読むと頭が痛くなる」と訴えているが聞き流されている。半面、絵を描くことは大好きで、一輝との生き物の話にも夢中になっている。
実は光に対する感受性が強すぎる視覚障害を抱えており、そのために本が読めなかったことが判明。診断後は、調整されたメガネを作ってもらい、頭痛を起こさずに本が読めるようになる。
その後は成績は伸びていないが、母から受け入れられ、生き生きと過ごせている。
宮本涼子（みやもと りょうこ）
演 - 松本若菜
虹一の母。虹一には「普通であってほしい」と願っており、塾に通わせている。
虹一の学校の成績が悪いこと・教科書を読めないことなど、虹一が他の子どもと同じようにできないことを気に病んでおり、「自分がしっかりしなくては」と強く思っている。
第3話で虹一がいなくなった際には、一輝が勝手に虹一を動物園に連れ出したと思い込んで一輝と一緒に遊ぶことを禁じてしまう。
第7話では「虹一が学校で悪目立ちすることを恥ずかしい」と思っていることを明かし、「自分がダメな母親だと思われることを恐れていた」ことも打ち明ける。そして、一輝の生い立ちを聞かされ、涙を流し、自分の考えを改める。
物語終盤では、未だに成績の伸びていない虹一に対して「虹って（いう字）、上手に書けたね」と我が子を受け入れられるようになっている。
宮本直樹（みやもと なおき）
演 - 黒川晏慈
虹一の弟。
鳥飼雅也（とりかい まさや）
演 - 和田琢磨
育実の恋人。
歯科医として活躍し、しかも裕福な育実に対しては劣等感を持っており、ある日「自分を見下している」と告げる。
新庄徹（しんじょう とおる）
演 - 髙橋洋
龍太郎の父。群馬県のコンニャク芋農家で、食品としてのコンニャク製造メーカーも兼ねている。
新庄京子（しんじょう きょうこ）
演 - 阿南敦子
龍太郎の母。底抜けに明るいパワフルな女性。
香澄
演 - 矢崎由紗
樫野木の娘。母親のもとに住んでいて、樫野木とも面会している。

## スタッフ
- 脚本 - 橋部敦子
- 音楽 - 兼松衆、田渕夏海、中村巴奈重、櫻井美希
- 主題歌 - SUPER BEAVER「予感」（[NOiD]/murffin discs）[7]
- オープニングテーマ - Shiggy Jr.「ピュアなソルジャー」（ビクターエンタテイメント）[8]
- 動物行動学監修 - 新宅広二
- 歯科医師監修 - 藤田博紀
- 歯科医事指導 - 澤田友里
- 蟻研究指導 - 吉澤樹理
- 演出 - 河野圭太（共同テレビ）、星野和成（メディアミックス・ジャパン）、坂本栄隆
- プロデューサー - 豊福陽子（カンテレ）、千葉行利（ケイファクトリー）、宮川晶（ケイファクトリー）
- 制作協力 - ケイファクトリー
- 制作著作 - カンテレ

## 放送日程
| 話数                                                                        | 放送日   | サブタイトル             | 演出     | 視聴率 |
| --------------------------------------------------------------------------- | -------- | ------------------------ | -------- | ------ |
| 第1話                                                                       | 10月09日 | 常識破りマイペース講師   | 河野圭太 | 7.6%   |
| 第2話                                                                       | 10月16日 | 鳥と話す男、ひとり焼肉へ | 河野圭太 | 6.1%   |
| 第3話                                                                       | 10月23日 | 少年を動物園に連れサル!? | 星野和成 | 6.2%   |
| 第4話                                                                       | 10月30日 | 星降る夜のコンニャク!?   | 星野和成 | 7.0%   |
| 第5話                                                                       | 11月06日 | 女ゴコロと虫歯のナゾ!?   | 河野圭太 | 6.0%   |
| 第6話                                                                       | 11月13日 | 破れギョ－ザは涙の味!?   | 星野和成 | 6.4%   |
| 第7話                                                                       | 11月20日 | カメは昔、ウサギだった   | 坂本栄隆 | 7.2%   |
| 第8話                                                                       | 11月27日 | 家政婦さんは、お母さん!? | 河野圭太 | 6.4%   |
| 第9話                                                                       | 12月04日 | 楽しかった日々の終わり   | 星野和成 | 6.9%   |
| 最終話                                                                      | 12月11日 | 好奇心は終わらない!      | 河野圭太 | 5.6%   |
| 平均視聴率 6.5%（視聴率はビデオリサーチ調べ、関東地区・世帯・リアルタイム） |          |                          |          |        |

## チェインストーリー
本編終了直後から○.5話として配信され、全話が2018年12月18日までGYAO!で独占配信された。
サブタイトル
- 1.5話 - 相河一輝に関する仮説
- 2.5話 - 樫野木聡に関する仮説
- 3.5話 - 水本育実に関する仮説
- 4.5話 - 山田妙子に関する仮説
- 5.5話 - 学生たちに関する仮説
- 6.5話 - 熊野事務長に関する仮説
- 7.5話 - 鮫島教授に関する仮説
- 8.5話 - 相河と山田と時々沼袋に関する仮説
- 9.5話 - 相河一輝に関する最後の仮説

キャスト
- 児嶋一哉
- 高橋一生（1.5話ゲスト）
- 要潤（2.5話ゲスト）
- 榮倉奈々、トリンドル玲奈、玄覺悠子（3.5話ゲスト）
- 戸田恵子、ベルナール・アッカ（4.5話ゲスト）
- 矢作穂香、北香那、広田亮平（5.5話ゲスト）
- 阿南健治、道仙拓真、鈴田修也（6.5話ゲスト）
- 小林薫（7.5話ゲスト）
- トリンドル玲奈、玄覺悠子、矢作穂香、北香那、広田亮平、ベルナール・アッカ（8.5話ゲスト）
- 高橋一生、阿南健治、和田琢磨、玄覺悠子（9.5話ゲスト）

スタッフ
- 脚本 - がじん祥太
- 音楽 - 兼松衆、田渕夏海、中村巴奈重、櫻井美希
- 蟻研究指導 - 吉澤樹理（立教大学）
- 演出 - 千葉行利（ケイファクトリー）
- プロデュース - 豊福陽子（カンテレ）、宮川晶（ケイファクトリー）、佐藤貴亮（ケイファクトリー）
- 特別協力 - GYAO!
- 制作協力 - ケイファクトリー
- 制作著作 - カンテレ

## 関連商品

### 書籍
オフィシャルブック
関西テレビ・監修『僕らは奇跡でできている SPECIAL BOOK』（KADOKAWA）
- 通常版（2018年12月4日発売）ISBN 978-4048964333
- amazon特装版（同日発売）

ノベライズ
橋部敦子・脚本、木俣冬・ノベライズ『僕らは奇跡でできている』扶桑社〈扶桑社文庫〉
- 上巻（2018年11月8日発売）ISBN 978-4594081065
- 下巻（2018年12月20日発売）ISBN 978-4594081072

シナリオ掲載雑誌
『ドラマ』2018年11月号（映人社） - 第1話シナリオ掲載